# محمد ابراهیم صفا
محمد ابراهیم صفا شاعر فارسی‌زبان معاصر افغانستانی است. سال تولد او را با کمی اختلاف گاهی ۱۲۸۶ و گاهی ۱۲۸۵ خورشیدی نوشته‌اند. مشهورترین شعر او، شعر لاله آزاد است که در کتاب‌های درسی ایران و افغانستان گنجانده شده‌است. او این شعر را در زندان سرود. پدر او ناظر صفرمحمدخان نام دارد که در زمان امیر حبیب‌الله خان امین‌ الاطلاعات بود. صفا در سن ۲۶ سالگی به زندان افتاد و پس از تحمل ۱۴ سال زندان، در ۴۰ سالگی آزاد شد.